# Gazonor
Gazonor est une société française (SAS au capital de 1 400 000 €) basée à Avion et opérant dans la région Nord-Pas-de-Calais, consacrée à la recherche, à l'extraction, à la purification, à la préparation et à la vente de gaz de mine et gaz de couche récupéré dans le sous-sol de l'ancien Bassin minier du Nord-Pas-de-Calais. En 2013, « l'activité principale de la Société GAZONOR est l’exploitation du gaz de mine par pompage, son acheminement par canalisations et sa commercialisation. GAZONOR est responsable de
l’exploitation, de la surveillance, et de la maintenance des ouvrages ». L'acheteur du gaz extrait du sous-sol par Gazonor est TOTAL GAS & POWER Limited, via un contrat renouvelé le 31 mars 2012 pour 3 ans pour valeur énergétique correspondant aux besoins d'environ 60 000 habitants.

## Histoire de l'entreprise
Gazonor a d'abord été une société publique, française, créée fin 1990 à partir de l'entreprise publique Méthamine, en vue de sa vente au secteur privé (Méthamine avait été créée à la fin des années 1980 pour collecter le grisou dégazant naturellement après la fin de l'exploitation charbonnière dans les anciennes galeries du bassin minier).
En 1991 Gazonor exploite le gaz de mine de deux « concessions de mines d’hydrocarbures liquides ou gazeux » et pour cela exploite les installations et équipements nécessaires mis en place par méthamine pour cette exploitation.
En 1993 Charbonnages de France, assumant les droits et obligations de HBNPC apportera à GAZONOR (de 1993 à 2005) « les  installations de surface nécessaires à la poursuite de l’activité de production de gaz de mine à l’intérieur des périmètres des concessions de mine d'hydrocarbures gazeux  « de Désirée » et « de Poissonnière ». »
La mission de Gazonor répond alors à des besoins justifiés et d'intérêt général d'extraction du grisou. 
En effet, parmi les séquelles minières, il y a le fait qu'après la fermeture des mines la nappe phréatique a lentement remonté, poussant les émanations de grisou vers la surface et l'atmosphère. La collecte de ce grisou réduit l'effet de serre (à court terme, car brûler le méthane entraine néanmoins des émissions de CO2 dont la durée de vie dans l'atmosphère est bien plus longue que celle du méthane). Pomper le grisou limite aussi très fortement d'éventuels risques d'explosions spontanées ou accidentelles. C'est notamment pour extraire et valoriser ce gaz dangereux que Méthamine (devenu Gazonor) a été créée dans le Pas-de-Calais ; pour « assainir » la partie centrale du bassin minier de ce grisou. De 1992 à 2012 (en 20 ans) ce sont environ 1623 et 120 millions de Nm3 de gaz qui ont été extraits respectivement à Avion et à Divion.
En 2006, le 21 février GAZONOR obtient l’autorisation d’exercer l’activité de fournisseur de gaz. 
Le 1er mars 2007 la dissolution du GIE Méthamine commence. Les actifs de ce GIE sont alors rachetés par GAZONOR. 
Peu avant la dissolution  de  Charbonnages de France, GAZONOR est vendu (le 28 décembre 2007), à la société EGL SAS, filiale française du groupe privé australien EGL (European Gas Limited), spécialisée dans l'exploitation de gaz dit « non conventionnel »  (énergies fossiles) achète Gazonor pour 26,2 millions d'euros). 
Cette société a alors pour objectif de s'installer en Europe, et principalement en France pour y produire du gaz à partir de ressources houillères (méthane houiller, ou grisou) appelées gaz de mine (Coal Mine Methane) ou gaz de couche (Coal Bed Methane). 
Grâce à l'acquisition de Gazonor, elle dispose de concessions exclusive d'exploitation et de prospection importantes dans le Bassin minier du Nord-Pas-de-Calais, récemment étendues), mais aussi en Lorraine, et près de Lons-le-Saunier, de Saint-Étienne et de Marseille,.
Le groupe Australien European Gas Limited continue à viser le marché ouest-européen du gaz naturel (« libre et ouvert) », et il fonde son développement sur l'espoir de découvrir de nouvelles ressources assez facilement exploitables pour être rentables ou très rentables, ce pourquoi il avait acquis l’entreprise Gazonor, ce qui avait suscité des inquiètudes syndicales et d’élus locaux. La production (500 GWh par an dans les années 2000) est encore principalement vendue et injectée dans le réseau français de gazoducs (une partie du grisou, prélevé à Lourches, a directement alimenté la centrale électrique d'Hornaing).
En 2009 et 2010, GAZONOR obtient satisfaction à 3 de ses demandes ;
1. une extension de la concession Poissonnière, accordée par décret[10]. Il s'agit pour la société de pouvoir couvrir toute la zone d’influence de ses captages ;
2. un permis exclusif de recherche sur le Valenciennois, gisement de gaz considéré comme « indépendant » et « non exploité » entre Valenciennes et la frontière belge ; accordé par arrêté ministériel[11]
3. un permis exclusif de recherche sur la zone  dite « Sud  Midi » (à cheval sur les départements du Nord et du Pas-de-Calais, juste au sud de la faille du midi ; au sud de la concession « de Poissonnière ». Ce permis est donné par un arrêté ministériel du 16 juin 2010.

Le 5 mai 2011, GAZONOR est vendu par ses propriétaires à TRANSCOR France (filiale du groupe belge Transcor Astra Group.
En 2012-2013, l'entreprise entreprend d'explorer le potentiel gazier, dont avec deux forages à plus d'un kilomètre de profondeur (1500 et 1600 m) respectivement au sud d’Avion sur la limite de l'ancienne concession minière de Liévin, et au sud de Divion, en bordure de l’ancienne concession de Bruay dans des veines charbonnières datées du Westphalien et du Namurien. Deux autres forages concernent les communes  de Crespin et Bouvigny-Boyeffles. Si du gaz y est trouvé en quantité suffisante, les permis de recherche pourraient être transformés en permis de concessions gazières, au profit de l'entreprise.

## Gouvernance
Gazonor était jusqu'en 2011 propriété de la société EGL UK (European Gas Limited UK ou European Gas UK), qui est une société prospectrice d'hydrocarbures gazeux non conventionnels (énergies fossiles) : Société privée, étrangement enregistrée au Royaume-Uni en 2012, alors que l'ensemble de ses permis de prospection de gaz non conventionnels concernent le sol français.
Julien Moulin était Président exécutif de la société privée EGL UK. La réélection automatique de M. Julien Moulin comme directeur de la société australienne European Gaz Limited a été refusée lors de l'Assemblée Générale des Actionnaires du 26 novembre 2012, à la suite de l'opération litigieuse de buy-back. 
La société cotée australienne FZR (ex-EGL) ne détient plus 25 % d'EGL UK.
Julien est l'un des cofondateurs de Maoming Investment Manager Ltd, qui a investi dans le passé dans des sociétés cotées ou non, notamment des sociétés chinoises dans les secteurs de l'énergie et des ressources naturelles. Auparavant, il fut gestionnaire d'actifs chez Barclays, UBS Global Asset Management et Axis Capital. Julien Moulin est titulaire d'une Licence en sciences économiques (avec mention) obtenue à la Sorbonne et d'un Master gestion d'actifs et marchés financiers (avec mention) obtenu à l'université Paris-Dauphine1.
En 2008, EPG a placé Nicolas Ricquart (ingénieur chimiste) comme directeur de l'entreprise. Auparavant, il avait dirigé (à partir de mars 2003) le  Centre de stockage de l'Aube, de l'Agence nationale pour la gestion des déchets radioactifs (ANDRA), avant de travailler à la direction Procédés de Sofregaz (Société d'ingénierie spécialisée dans le gaz) et après avoir été responsable des projets d'une filiale du groupe Exxon dans le bassin minier du Nord-Pas-de-Calais (de 1990 à 1997).
En 2011, EGL a cédé Gazonor à la société belge Transcore Astra, propriété de Albert Frère.
En 2013-2014, Gazonor est dirigée  par  Gauthier de Potter (président) et  Nicolas Ricquart (directeur technique et opérationnel). Nicolas Ricquart est remplacé le 9 août 2016 par Antoine Forcinal.

## Activités
Selon le site internet d'EPG et selon son bilan annuel 2010, Gazonor gère l'exploitation des forages gaziers qu'elle détient. Mais elle fait aussi de la prospection de gaz de couche. 

Après son rachat le 28 décembre 2007, Gazonor a foré de nouveaux puits. En outre, deux nouveaux permis d’exploration lui ont été accordés en 2009 et en 2010, pour une surface totale de 1 352 km2, dans deux zones dites Valenciennois et Sud Midi, qui sont connexes au champ gazier déjà maitrisé par l’entreprise. Ces deux nouvelles zones sont ou seront explorées principalement pour le gaz de couche.
Aujourd'hui la priorité est donnée à la production d'électricité (en cogénération si des partenaires sont trouvés ) en complément de l'injection de gaz de mines dans le réseau. Cette production (exclusivement à partir de gaz de mines) sera opérationnelle fin 2016.

### Exploitation gazière
Les débuts de captage de méthane dans ce bassin houiller datent de 1978
Gazonor exploite « historiquement » (depuis le début des années 1990) deux concessions : 
1. la « concession de mines d'hydrocarbures liquides ou gazeux, dite "concession de Désirée" » (du nom des anciennes fosses Désirée et La Naville, appartenant autrefois à la Compagnie des mines de Douchy et situées à Lourches près de Valenciennes), portant sur le sous-sol d'une surface d'environ 68 km2. 
Cette concession a été accordée fin 1992 pour 25 ans à Gazonor, par décret [14], à la suite d'une demande faite le 17 avril 1991, complétée le 18 juin 1991, et après une enquête publique tenue du 4 novembre au 3 décembre 1991, et après un avis de la DRIRE, daté du 7 février 1992. La taxe tréfoncière due par Gazonor aux propriétaires de la surface[15] a été fixée en 1992 à 100 francs par hectare de terrain. 
Elle prend fin le 23 décembre 2017. Le décret précise que sa prolongation doit être demandée 5 ans avant l’échéance. Gazonor a demandé une prolongation, qui a fait l'objet d'une enquête publique en 1994[16]

1. la « concession de mines d'hydrocarbures liquides ou gazeux dite "Poissonnière" » (concernant le sous-sol de 102 communes et une surface au sol de 699 km2, soit environ 10 fois la surface de la concession de Désirée). 
Cette concession a également été accordée à Gazonor pour 25 ans par décret fin 1992[17], à la suite d'une demande faite le 17 avril 1991 et complétée le 18 juin 1991, et après une enquête publique tenue du 21 octobre au 20 novembre 1991, et après un avis de la DRIRE, daté du 7 février 1992. Elle est située à cheval sur deux départements (Nord et Pas-de-Calais) dans la partie centrale du Bassin minier du Nord-Pas-de-Calais ;  La redevance tréfoncière due par Gazonor aux propriétaires de la surface[15] a été fixée en 1992 à 100 francs par hectare de terrain. 
Elle prend fin le 23 décembre 2017. Le décret précise que sa prolongation doit être demandée 5 ans avant l’échéance. Gazonor a demandé[18] une prolongation, qui a fait l'objet d'une enquête publique en 1994[16].

Gazonor est confronté à une inéluctable remontée de nappe dans tout le bassin, avec à terme une baisse de pression de gaz et aussi avec une « possible compartimentation des réservoirs due à la remontée des eaux dans les mines », ce qui conduit l'entreprise à chercher à diversifier ses forage, notamment pour assurer « une répartition plus uniforme de la dépression sur l’ensemble des vides miniers ». Néanmoins, selon le rapport d'enquête publique de 2014 plusieurs études (2005, 2007) ont conclu à des perspectives de production jusque vers 2025 dont par CdF (Charbonnage de France), grâce notamment à un ennoyage du bassin moins rapide que prévu ; un retard d'ennoiement de plus de 10 ans est maintenant annoncé par rapport aux résultats d'une modélisation faite par le Bureau d'étude 3H qui estimait que le nappe devrait avoir noyé le bassin vers 2045).  

#### Communes concernées par les permis d'exploitation gazière
.

#### Conditions d'exploitation
Dans ces deux concessions, l'entreprise doit notamment respecter un « cahier des charges » général approuvé par décret en 1981, qui lui demande notamment de veiller à « conduire l'exploitation de façon à éviter tout affaissement de nature à compromettre la sécurité de la surface et de façon à assurer la protection de l'usage, du débit et de la qualité des eaux de toute nature » et de prévenir les autorités et ministres compétents en cas de changement dans l'entreprise ou dans la méthode d'exploitation. Dans le sous-sol de ces 2 concessions  (Poissonnière et Désirée) ce sont environ 2,1 milliards de tonnes de charbon et stériles qui ont été retirées dans le passé.

### Exploration gazière
Gazonor dispose aussi de deux permis exclusif de recherches de mines d'hydrocarbures liquides ou gazeux dans le nord de la France, dans et autour de la zone du bassin minier du Nord-Pas-de-Calais. Ces permis sont accordés ou ont été renouvelés pour deux zones dites :
1. « Permis Valenciennois » (423 km2 autorisés à la prospection le 12 octobre 2009) et
2. « 'Permis Sud Midi » « du nom de la faille géologique (du Midi) qui traverse la région »[21] (environ 929 km2 autorisés par arrêté à la prospection le 16 juin 2010[22] pour un territoire situé en partie dans le Nord et en partie dans le Pas-de-Calais.

En 2008, EPG, estimait qu'avec une teneur en méthane de 54 %, Gazonor pouvait fournir l'équivalent de 1,5 pétajoule/an, ou 4 000 gigajoules par jour. La Société prévoit d'augmenter cette production à environ 10 000 gigajoules par jour en 2010, avec un potentiel de méthane de houille similaire en volume à celui de Lorraine, toujours selon la société.
En 2010 la société a continué à produire du méthane minier à partir de ses puits de Divion (fosse no 5 - 5 bis de la Compagnie des mines de Bruay, gaz livré à la cokerie de Drocourt puis à la Société artésienne de vinyle (S.A.V.) de Mazingarbe, jusqu'en 2007), Avion (fosse no 7 - 7 bis de la Compagnie des mines de Liévin et fosse no 5 - 5 bis de la Compagnie des mines de Lens, gaz vendu au groupe « TOTAL et injecté dans le réseau de GRT Gaz (10 % de gaz de mines pour 90 % de gaz naturel ») et Lourches (fosses Désirée et La Naville de la Compagnie des mines de Douchy, dont le gaz est envoyé à la centrale d'Hornaing). Ces sites sont tous situés dans la partie centrale de l'ancien bassin minier du Nord-Pas-de-Calais, près de la faille du midi. Cette zone a été intensivement exploitée pour le charbon durant plusieurs centaines d'années, avec une production qui a atteint son maximum vers 1960 et la fermeture du dernier puits en 1991. Le « foudroyage » des galeries, la décompression de certaines roches, puis la lente remontée de l’eau dans celles-ci ont facilité la désorption spontanée et donc l'extraction du méthane qui était piégé (adsorbé) dans le charbon (grisou), avec une exploitation industrielle à partir de 1979 sur ces cinq sites. D'autres ressources existent probablement à l'ouest et à l'est (en cours de prospection par Gazonor) du bassin minier.

## Revenus
- Le grisou est capté sans effort, car remontant spontanément sous la pression de la nappe qui remonte ;
- Le gaz de couche, actuellement recherché par Gazonor nécessite des investissements plus importants. En Europe, les revenus directs de ce type d'exploitation sont modestes et comme dans la plupart des exploitations minières et gazières imposent des déficits aux premiers prospecteurs/exploitants, car les coûts d'exploration et d'étude d'impact sont élevés, ce qui ne rend pas ce gaz assez compétitif par rapport au prix du gaz livrés en gazoduc ou méthanier tant que le gaz ne manque pas (les prix sont poussés à la baisse à cause des gaz non conventionnels de schistes exploités par les États-Unis ; En Europe, les prix du gaz étaient de 2008 à 2010 deux à trois fois plus élevés qu'aux États-Unis, bien que les consommateurs n'en aient pas profité (les tarifs ayant même augmenté de 9,7 % en France au 1er avril 2009 en raison du fait que les grands contrats gaziers en Europe sont signés sur des périodes longues (de 20 à 30 ans), et parce qu'ils sont en grande partie indexés sur le cours du pétrole). Le marché spot américain qui fixe les prix d'achats et vente du gaz à court terme a vu les cours chuter (de treize dollars le million de BTU (« British Thermal Unit », l’unité de référence) en 2008 à quatre dollars en 2009[25]

Selon le chapitre du Rapport annuel 30 juin 2009 - 30 juin 2010 de EPG concernant Gazonor,, la vente de gaz du bassin minier du Nord-Pas-de-Calais a atteint 321 GWh (1,2 PJ) au prix moyen de 16,65 €/MWh (4,62 €/GJ) générant 5 350 546 € de chiffre d'affaires.

Le gaz extrait dans le nord de la France est vendu deux à trois fois plus cher en France qu'en Australie
Néanmoins, selon son bilan, l'entité consolidée EPG a subi une perte (après payement de ses taxes et impôts de 7 216 000 € pour cette période, soit un peu plus que pour la période mi-2008/mi-2009 où le déficit était de 5 545 000 €. Le bilan des dépenses nettes est de 725 000 € (pour 6 423 000 € en 2009). Le déficit net à court terme au 30 juin 2010 a été estimé à 38 362 000 € (pour excédent 1 482 000 € en 2009).
La société mère a subi une perte pour la période de 3 081 000 € (contre 3 042 000 € en 2009) avec un déficit net à court terme au 30 juin 2010 de 38 805 000 € (contre 889 000 € en 2009) . Pour les dirigeants du groupe, ce n’est pas une situation très anormale pour une société qui a récemment beaucoup investi sur la recherche de gisements en gaz de couche.
Selon son bilan 2010, en juin 2010, la société était activement engagée dans des négociations avec plusieurs parties pour la cession de tout ou partie de Gazonor SA mais n’avait pas encore reçu d'offre pour la vente de Gazonor, et selon ce même bilan, elle dispose d’une ligne de crédit qu'elle n'a pas consolidé, qui lui permettrait de répondre à ses besoins financiers pour au moins douze mois.